# 馬托斯 (加利福尼亞州)
馬托斯（英語：Mattos）是位於美國加利福尼亞州阿拉米達縣的一個非建制地區。該地的面積和人口皆未知。

## 地理
馬托斯的座標為37°32′46″N 122°01′03″W / 37.54611°N 122.01750°W，而該地的平均海拔高度為12米（即39英尺）。